# Король Абд аль-Азиз (стадион)
«Король Абд аль-Азиз» — футбольный стадион в Мекке, в Саудовской Аравии. Он был назван в честь короля Абдель-Азиза ибн Сауда, основателя современной Саудовской Аравии и её первого короля, который правил с 1932 по 1953 год. Является домашней ареной местного клуба «Аль-Вехда».
Начало строительства и открытие стадиона состоялось в 1986 году. Стадион имеет вместимость 38 000 зрителей, что сделало его вторым по величине в Саудовской Аравии после Международного стадиона имени Короля Фахда в столице государства Эр-Рияде.
На арене в 2013 году прошёл дебютный розыгрыш Суперкубка Саудовской Аравии, в котором тогдашний чемпион страны «Аль-Фатех» выиграл в дополнительное время со счетом 3:2 у обладателя Королевского кубка Саудовской Аравии «Аль-Иттихад».